# Der Kurier des Zaren

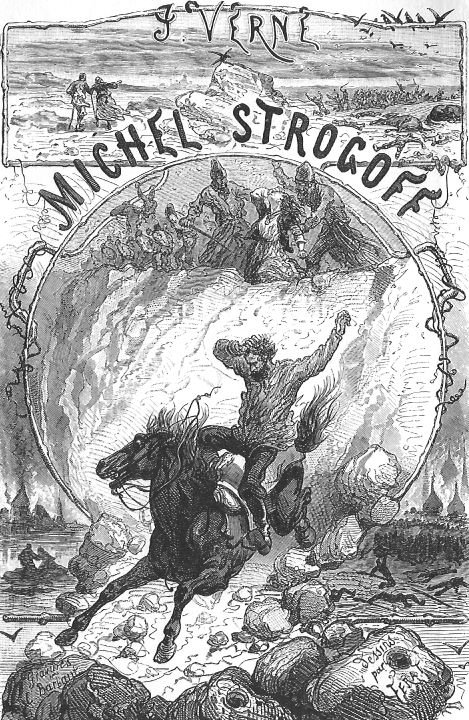
Titelblatt der Originalausgabe von Jules Férat

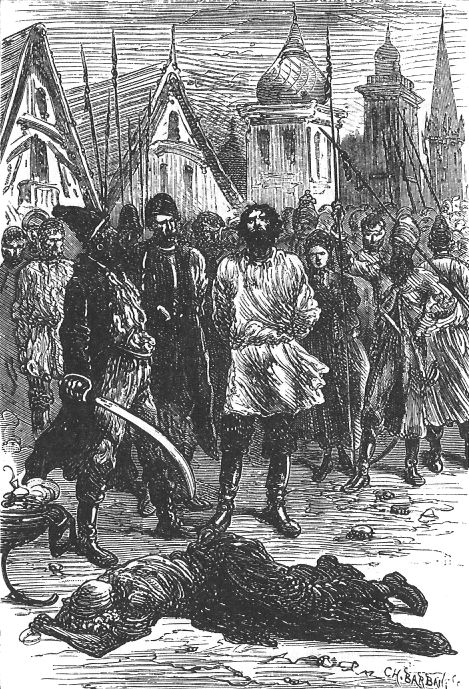
Originalzeichnung von Jules Férat

Der Kurier des Zaren (auch Michael Strogoff) ist ein Roman des französischen Autors Jules Verne. Der Roman wurde erstmals 1876 von dem Verleger Pierre-Jules Hetzel unter dem französischen Titel Michel Strogoff. Moscou-Irkoutsk veröffentlicht. Die erste deutschsprachige Ausgabe erschien 1876 unter dem Titel Der Courier des Czar. Von Moskau nach Irkutsk. Das Werk unterteilt sich in zwei Teile und 32 Kapitel.
Im Gegensatz zu den sonst sehr nüchternen techniklastigen Werken von Verne zeichnet es sich durch einen lebendigen Stil sowie eine anschauliche Landschaftsschilderung aus.

## Handlung
Die Handlung spielt in Russland. Erzählt wird die Geschichte des Sibiriers Michael Strogoff, eines Offiziers, der als Kurier im Dienste des Zaren steht. Als infolge eines Aufstands der Tataren in Sibirien die Telegraphieverbindungen unterbrochen sind, erhält Strogoff vom Zaren den Befehl, eine Depesche nach Irkutsk zu bringen. Mit der Nachricht soll der Großfürst, der Bruder des Zaren, vor dem Verräter Iwan Ogareff gewarnt werden. Ogareff will sich am Bruder des Zaren rächen, weil der ihn, als er noch Offizier war, persönlich degradierte. Nun haben sich Ogareff und sein Heer von Gesetzlosen mit dem des Tatarenfürsten Feofar Khan zusammengetan.
Strogoff ist ein athletischer Sibirier, von herausragenden Körperkräften und bestem Charakter, und er ist ein tapferer Soldat, der seine einfachen Wurzeln nicht vergessen hat. Er liebt seine Mutter und sein Vaterland innig. Wegen der herumstreunenden räuberischen Tataren kann Michael Strogoff nicht in offizieller Mission, sondern nur inkognito als Kaufmann (Tuchhändler) Nikolaus Korpanoff reisen. Mit der Eisenbahn, per Dampfschiff, mit Pferd und Wagen – einem Tarantass – und zu Fuß macht sich Strogoff auf den gefährlichen Weg durch Sibirien. Auf dem Weg lernt er die junge Nadja Fedor aus Riga kennen, die ebenfalls nach Irkutsk unterwegs ist. Sie will bei ihrem Vater bleiben, der dort in der Verbannung lebt. Außerdem macht Strogoff die Bekanntschaft zweier Kriegsberichterstatter, des Briten Harry Blount vom Londoner Daily Telegraph und des Franzosen Alcide Jolivet aus Paris, die ebenfalls nach Sibirien unterwegs sind, um von der Tatarenrebellion zu berichten. Strogoff hat ein Abenteuer nach dem anderen zu bestehen, und dass Ogareff seinen Auftrag kennt, macht die Sache für ihn noch gefährlicher.
Die Reiterarmee der Tataren fällt in die weiten Ebenen Westsibiriens ein. Es gelingt ihnen durch Zufall, Strogoffs Mutter gefangen zu nehmen. Die verschlagene Zigeunerin Sangarre, die die Geliebte und Helferin des verräterischen Ogareff ist, schöpft Verdacht. Strogoff, der sich ebenfalls im Lager befindet, wird identifiziert, indem seine Mutter durch Auspeitschen (mit einer "neunköpfigen Katze" bzw. "Nagaika") gequält (resp. getötet) werden soll. Er enttarnt sich und wird dem Führer der Tataren präsentiert. Ohnmächtig muss Nadja, die inzwischen ihre Liebe zu Michael entdeckt hat, zusammen  mit Michaels Mutter ansehen, wie Strogoff durch ein glühendes Schwert geblendet wird. Ogareff erbeutet die Depesche, damit scheint Irkutsk verloren zu sein. Der gequälte und gedemütigte Strogoff entkommt und mit Nadja als Führerin nimmt er den weiten Weg nach Osten wieder auf.
Ogareff schleicht sich als Strogoff in die belagerte Stadt Irkutsk ein. Er lauert auf den richtigen Augenblick, um den Bruder des Zaren zu töten und die Stadt für die Tataren zu öffnen.
Inzwischen erreichen Strogoff und Nadja die Stadt und Nadja entdeckt Ogareff. Ogareff will Nadja töten, damit diese seine Tarnung nicht aufdeckt. Doch Strogoff stellt Ogareff zum Kampf und kann ihn besiegen. Strogoff war gar nicht erblindet. Die Tränen, die er für seine verzweifelte Mutter vergoss, haben seine Augen vor der versengenden Hitze des glühenden Schwertes geschützt. Nach dem Sieg kann er seine wahre Identität offenbaren und seinen Auftrag ausführen.

## Charaktere
Die Figur des Michael Strogoff, Offizier bei der Elitetruppe der Kuriere des Zaren, ist ein klischeehaft gezeichneter Held, geprägt durch „den Mut des echten Helden, den Mut ohne Zorn“, Selbstvertrauen, Intelligenz, Entschlusskraft, edle Gesinnung/Tugendhaftigkeit, körperliche Stärke, Ausdauer und eine eiserne Disziplin und Selbstbeherrschung – Eigenschaften, mit denen er schier übermenschliche Hindernisse überwindet. Es ist die Pointe des Romans, dass ihn seine Tränen als Ausdruck dieser Emotionalität schließlich retten.
Für Humor sorgen die Journalisten Harry Blount und Alcide Jolivet, die einander in „herzlicher Abneigung“ zugetan sind und eher gegeneinander arbeiten, sich aber nach ihrer Gefangennahme durch die Räuberbande gegenseitig unterstützen und beschließen, fortan zusammenzuarbeiten. Alcide Jolivet ist stets gut gelaunt, Frauen gegenüber besonders höflich und humorvoll, wobei seine Witze häufiger auf Kosten von Harry Blount gehen. Harry Blount verkörpert in überzeichneter Form den typischen Briten: Statt vornehm ist er steif und umständlich, statt fair ist er eiskalt und emotionslos. Dabei ist er stets überkorrekt. Sie sind die Karikaturen eines Briten und eines Franzosen.
Für Spannung sorgen Michael Strogoff und sein Versuch, unerkannt über eine Distanz von 5.523 km durch die von den Räubern besetzten Gebiete zu reisen. Dabei muss er einen Peitschenhieb durch Iwan Ogareff aushalten, für den er sich später rächt. Um seinen Auftrag ausführen zu können, muss er diese Demütigung hinnehmen, später seine Mutter verleugnen, sich von den Schurken gefangen nehmen lassen und eine Blendung ertragen.

## Historischer Hintergrund
Vernes Roman spielt vor dem Hintergrund der russischen Expansion in Zentralasien. Zwischen 1865 und 1868 brachte das Zarenreich allmählich die bis dahin unabhängigen islamischen Khanate und Emirate auf dem Gebiet des heutigen Usbekistan, Turkmenistan etc. unter Kontrolle und gründete das Generalgouvernement Turkestan. Das Emirat Buchara blieb de facto unabhängig, geriet jedoch in wirtschaftlich-politische Abhängigkeit von Russland. Die abwertende Sammelbezeichnung „Tataren“ für die verschiedenen muslimischen Turkvölker (welche mit den echten Tataren nichts gemein hatten) dürfte die russische Fremdherrschaft nicht beliebter gemacht haben. Diese Opposition wird im Roman verkörpert durch Feofar Khan, der als „Oberhaupt des tatarischen Khanates Buchara“ bezeichnet wird.

## Bearbeitungen

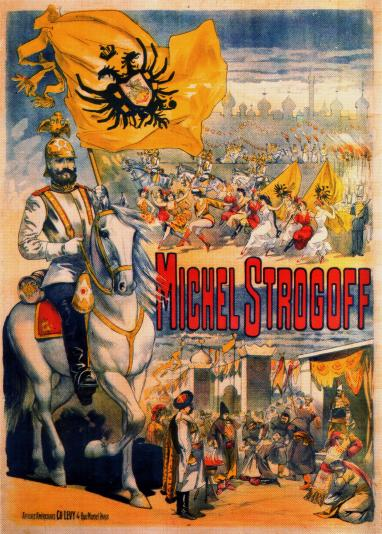
Poster für die Uraufführung von Michel Strogoff, 1880

Zusammen mit Adolphe d’Ennery arbeitete Jules Verne seinen Roman zu dem Bühnenstück Michel Strogoff um, das am 17. November 1880 im Pariser Théâtre du Châtelet Premiere hatte.
Im 20. Jahrhundert wurde das Buch dann mehrfach verfilmt:
- Michael Strogoff (1910), mit Charles Olgle und Marc McDemott, Regie: James Searle Dawley
- Michael Strogoff (1914), mit Jacob P. Adler und Daniel Makarenko, Regie: Lyndon B. Charleton
- Der Kurier des Zaren (1926) (Michel Strogoff) (1926), mit Iwan Mosjukin und Nathalie Kovanko, Regie: Victor Tourjansky
- Der Kurier des Zaren (1936), mit Adolf Wohlbrück und Theo Lingen, Regie: Richard Eichberg
- The Soldier and the Lady (1936), mit Adolf Wohlbrück und Elizabeth Allan, Regie: George Nicholls junior
- Der Kurier des Zaren (1956), mit Curd Jürgens, Regie: Carmine Gallone
- Der Kurier des Zaren (1970), mit John Phillip Law, Regie: Eriprando Visconti
- Michael Strogoff, vierteilige Fernsehproduktion (Abenteuervierteiler), mit Raimund Harmstorf, Regie: Jean-Pierre Decourt
- Der Kurier des Zaren (1999), Deutschland/Italien, mit Paolo Seganti als Michael Strogoff und Hardy Krüger jr. als Iwan Ogareff, Regie: Fabrizio Costa

Die Geschichten Micky als Kurier des Zaren und Donaldoff, Kurier des Zaren in den Lustigen Taschenbüchern Ausgabe 17 und  211 stellen Comic-Bearbeitungen des Stoffes dar.

## Hörspiele
- Intercord (1972) und Metronome (1972)
  - Regie und Bearbeitung: Kurt Vethake
  - Sprecher: Heinz Rabe (Michael Strogoff), Klaus Jepsen (Iwan Ogareff), Hans Schwarz  (Feofar-Khan), Rolf Marnitz (Großfürst), Margarete Schön (Marfa Strogoff), Regine Mahler (Nadja), Micaela Pfeiffer (Sangarre),  Herbert Wilk (Zar), Tobias Pagel (Harry Blount), Hans Mahlau (Alcide Jolivet)
  - Das Hörspiel wurden im gleichen Jahr von beiden Labeln veröffentlicht.
- Poly - Polydor (1973)
  - Regie und Bearbeitung: Dagmar von Kurmin
  - Sprecher: Siegmar Schneider (Erzähler), Christian Rode (Michael Strogoff), Joachim Rake (Iwan Ogareff), Siegmar Schneider (Feofar-Khan), Karl-Heinz Heß (Großfürst), Ida Ehre (Marfa Strogoff), Dagmar von Kurmin (Nadja Fjodor), Herbert Tiede (Zar), Immo Kroneberg (Harry Blount), Rudolf H. Herget (Alcide Jolivet)
- PEG (1976)
  - Regie und Bearbeitung: Peter Folken
  - Sprecher: Marcel von Berg (Erzähler), Arnold Richter (Michael Strogoff), Walter Vits-Mühlen (Iwan Ogareff), Herbert Ecker (Feofar-Khan), Johannes Kolberg (Großfürst), Ilse Anton (Marfa Strogoff), Erika Schiel (Nadja), Helga Schmidle-Stokstad (Sangarre), Gillis van Rappard (Zar)
- Poly - Poliydor (1975)
  - Regie und Bearbeitung: Dagmar von Kurmin
  - Sprecher: Wolfgang Kieling (Sprecher), Raimund Harmstorf (Michael Strogoff), Joachim Rake (Iwan Ogareff), Edgar Maschmann (Feofar-Khan), Karl-Heinz Heß (Großfürst), Anette Roland (Marfa Strogoff), Dagmar von Kurmin (Nadja Fjodor), Wolfram Schaerf (Zar), Bernd Kreibich (Harry Blount),  Rudolf H. Herget (Alcide Jolivet)
  - Das Hörspiel erschien in 2 Teilen bzw. 2 LPs, Teil 1: "Ein gefahrvoller Weg" und Teil 2: "In der Gewalt der Tartaren"
- Holy Klassiker (2022)
  - Regie: Dirk Jürgensen, Bearbeitung:Stefan Senf
  - Sprecher: Dietmar Wunder (Michael Strogoff), Peter Flechtner (Iwan Ogareff), Holger Löwenberg (Feofar-Khan), Reinhard Scheunemann (Statthalter von Irkutsk), Marianne Groß (Marfa Strogoff), Sarah Tkotsch (Nadja Fjodorowna), Maria Adriana Albu (Sangarre),  Jürgen Thormann (Zar), Matthias Klages (Harry Blount), Santiago Ziesmer (Alcide Jolivet)